# Herman Benjamin
Antonio Herman de Vasconcellos e Benjamin (Catolé do Rocha, 13 de novembro de 1957) é um jurista, magistrado, ambientalista e professor universitário brasileiro, atual ministro e presidente do Superior Tribunal de Justiça.
Foi ministro do Tribunal Superior Eleitoral, onde atuou como relator do processo de cassação da chapa Dilma-Temer.
Foi um dos elaboradores do Código de Defesa do Consumidor e da Lei dos Crimes contra o Meio Ambiente (Lei nº 9.605/98). É também diretor da Comissão de Direito Ambiental da União Internacional para a Conservação da Natureza e professor de diversas instituições do Brasil e exterior.
Desde 2020 Benjamin atua como membro ex officio e do conselho institucional do Instituto Interamericano de Justiça e Sustentabilidade (IIJS).

## Carreira

### Familiares
Herman Benjamin nasceu em Catolé do Rocha, Paraíba, filho de Iracema Fernandes Maia de Vasconcelos e do médico clínico Antônio Benjamin Filho (1922–2011). Seu avô materno, João Sérgio Maia (1907–1984), foi desembargador do Tribunal de Justiça do Estado da Paraíba, presidente do Tribunal Regional Eleitoral e prefeito de Catolé do Rocha na década de 1930, cargo este que também foi ocupado por mais de uma vez por seu tio-avô, José Sérgio Maia (1913–1992). Logo, também é primo distante de José Agripino Maia, senador pelo estado do Rio Grande do Norte, e de Lavoisier Maia Sobrinho.

### Formação acadêmica e docência
Fez o primário no Colégio Francisca Mendes e no Colégio Dom Vital, em sua cidade natal, cursando depois o ginasial no Colégio Marista Pio X, em João Pessoa. Completou o colegial no Colégio Nóbrega Jesuítas e no Colégio ESUDA, ambos no Recife, Pernambuco.
Aos doze anos foi encaminhado pelos pais ao Rio de Janeiro, para estudar. Nessa cidade, em 1980 formou-se em direito pela Faculdade de Direito da Universidade Federal do Rio de Janeiro. Na sequência, cursou mestrado em direito (LL.M.) na Faculdade de Direito da Universidade de Illinois, concluído em 1987.
Desde 1995 é professor visitante da Faculdade de Direito da Universidade do Texas, onde leciona direito ambiental. De 1999 a 2001 foi professor visitante da Faculdade de Direito da Universidade de Illinois. É professor da Universidade Católica de Brasília.
Em 2009, obteve o doutorado em Direito pela Universidade Federal do Rio Grande do Sul, sob orientação da professora Claudia Lima Marques.

### Ministério Público
De 1982 a 2006 foi membro do Ministério Público do Estado de São Paulo. Foi promotor de justiça titular em Bananal, Santa Isabel, Ribeirão Pires e Santo André, entre 1983 e 1984, e na capital paulista entre 1984 e 1994, quando foi promovido ao cargo de procurador de justiça.
Integrou, de 1988 a 1990, a comissão de juristas que redigiu o Código de Defesa do Consumidor, e de 1996 a 1998 foi membro e relator-geral da comissão de juristas no Ministério da Justiça responsável pelo projeto da Lei dos Crimes contra o Meio Ambiente (Lei nº 9.605/98).
De 1996 a 2000 foi coordenador do Centro de Apoio Operacional das Promotorias de Justiça do Meio Ambiente e, em 2006, foi eleito coordenador do Centro de Apoio Operacional das Promotorias de Justiça de Direitos do Consumidor.
De 2001 a 2006 foi conselheiro do Conselho Nacional do Meio Ambiente, indicado pelo presidente Fernando Henrique Cardoso e reconduzido pelo presidente Luiz Inácio Lula da Silva.

### STJ e TSE
Em 2006 foi escolhido pelo presidente da República  Luiz Inácio Lula da Silva, após indicação em lista sêxtupla pelo Ministério Público e em lista tríplice pelos ministros do Superior Tribunal de Justiça (STJ), para o cargo de ministro, em vaga destinada a membro do Ministério Público, substituindo o ministro Edson Vidigal, aposentado. Após sabatina no Senado Federal, seu nome foi aprovado pelo plenário daquela casa com 51 votos favoráveis, dois contrários e uma abstenção. Foi empossado em 6 de setembro de 2006.
Em 7 de maio de 2014 foi eleito ministro substituto do Tribunal Superior Eleitoral, ocupando a vaga aberta com a renúncia de Humberto Martins, que tomara posse como corregedor do Conselho da Justiça Federal. Na ocasião, substituiu aos titulares Laurita Vaz, então corregedora-geral eleitoral, e João Otávio de Noronha. Findo o mandato deste último, em 29 de setembro de 2015, Herman foi eleito para sua vaga em caráter definitivo, sendo empossado em 27 de outubro seguinte. O ministro Jorge Mussi, do STJ, foi eleito para ministro substituto. Em 9 de agosto de 2016 foi eleito corregedor-geral da Justiça Eleitoral, substituindo Maria Thereza Rocha de Assis Moura, tomando posse do dito cargo no fim do dito mês.
Como ministro do Tribunal Superior Eleitoral, em 2017 foi o relator no processo que pediu a cassação da chapa eleitoral de Dilma Rousseff e Michel Temer, acusada de abuso do poder econômico. Seu voto, favorável à cassação da chapa, foi vencido por 4 votos a 3.
Em 22 de agosto de 2024, foi empossado como presidente do STJ.